# Giuseppe Ceva Grimaldi Pisanelli di Pietracatella
Giuseppe Ceva Grimaldi Pisanelli, marchese di Pietracatella, duca delle Pesche (Napoli, 8 settembre 1777 – Napoli, 21 maggio 1862), è stato un politico, scrittore, e archivista italiano, primo sovrintendente generale degli archivi del Regno delle Due Sicilie e primo ministro del Regno delle Due Sicilie.

## Biografia
Appartenente a una famiglia dell'aristocrazia napoletana, fece studi umanistici al "Convitto dei nobili" di Napoli. Caduta la Repubblica Napoletana, fu chiamato a far parte della Commissione per il riordino della pubblica istruzione del Regno. Nel 1815, dopo la Restaurazione, venne nominato intendente dell'Abruzzo Ultra dal primo ministro Luigi de' Medici di Ottajano; nel marzo 1817 divenne intendente della Basilicata e nell'ottobre dello stesso anno intendente di Terra d'Otranto, in sostituzione di Domenico Acclavio. Quel periodo, per la Terra d'Otranto, era alquanto turbolento in quanto l'autorità dello Stato era minata da lotte fra società segrete (Carboneria e Calderari) e dal brigantaggio. La gravità del problema richiese l'intervento dell'esercito comandato da Richard Church.
Nelle sue memorie il Church critica il Pietracatella, pur definendolo "uomo di ottimo cuore", per la sua riluttanza ad agire contro i Calderari. Quella dei Calderari era una setta reazionaria e legittimista, vicina alle inclinazioni politiche del Pietracatella. Negli scritti del Pietracatella, infatti, ricorrono spesso espressioni impietose verso i gruppi sociali più sfortunati e contrarietà agli interventi dello Stato a favore della collettività in tema di lavori pubblici e istruzione pubblica, favorevole a utilizzare delatori e provocatori per il mantenimento dell'ordine pubblico, contrario perfino all'introduzione di unità di misura uniche per tutto il regno Le sue idee piacquero a Ferdinando II che lo volle primo ministro per un lungo periodo di tempo, fino al 1848. Luigi Settembrini descrisse così il Pietracatella:
(Luigi Settembrini, Una protesta del popolo del Regno delle Due Sicilie, Capo IV "Il governo")
Il suo ministero cessò il 27 gennaio 1848 quando il re concesse la costituzione. Pietracatella si ritirò definitivamente dall'attività pubblica, tranne l'attività culturale quale presidente dell'Accademia napoletana delle scienze. In quest'ultima veste, dopo il 15 maggio 1848, non volle firmare un indirizzo al re perché abrogasse la costituzione del 1848, ritenendo non degno di un sovrano ritirare una concessione fatta liberamente.
Il Pietracatella fu anche il primo sovrintendente generale degli archivi del Regno delle Due Sicilie e si dilettò di comporre versi.
il 7 dicembre 1845 divenne socio dell'Accademia delle scienze di Torino.

## Scritti

### Saggi politici
- Riflessioni sulla polizia. Aquila: Rietelliana, 1817
- Itinerario da Napoli a Lecce e nella provincia di Terra d'Otranto nell'anno 1818. Napoli: dalla tipografia di Porcelli, 1821  Archiviato l'11 settembre 2016 in Internet Archive.
- Osservazioni sulla conversione delle rendite pubbliche. Napoli: tip. Flautina, 1836
- Considerazioni sul dazio d'introduzione dei libri stranieri. Napoli: Tipografia Flautina, 1837
- Sulla riforma de' pesi e delle misure ne' reali domini di qua del Faro : considerazioni nella quale sono solamente aggiunte alcune repliche al Visconti per le riflessioni sulle poche note. Napoli, 1838
- Considerazioni sulle pubbliche opere della Sicilia di qua dal faro, dai normanni sino ai nostri tempi. Napoli: Tipografia Flautina, 1839
- Del lavoro degli artigiani, osservazioni di Giuseppe Ceva Grimaldi presidente della Reale accademia delle scienze di Napoli lette nella tornata del 1º luglio 1845. Napoli: Tipografia Dell'Aquila di V. Puzziello, 1845
- Memorie storiche della città di Napoli: dal tempo della sua fondazione sino al presente, Napoli: Stamperia e Calcografia Vico Freddo Pignasecca 13, 1857 (Google libri)

### Discorsi
- Quadro dello stato di amministrazione della provincia di Aquila dall'epoca del ritorno di S. M. presentato a S. E. il Segretario di Stato ministro dell'Interno dall'Intendente Giuseppe Ceva Grimaldi. Aquila: dalla Tipografia Rietelliana, 1816
- All'apertura del Consiglio Provinciale del 12 ottobre 1817 in Potenza, discorso pronunziato da Giuseppe Ceva Grimaldi. Potenza: Tip. Potentina, 1817
- Elogio del conte di Camaldoli Francesco Ricciardi, letto nella solenne adunanza della Reale Accademia delle Scienze del di 11 giugno 1843 dal socio ordinario Giuseppe Ceva Grimaldi. Napoli: dalla Tip. di Porcelli, 1843
- Nell'assumere la presidenza dell'Accademia delle Scienze, discorso di Giuseppe Ceva Grimaldi. Napoli : Stamp. Reale, 1845
- Elogio del commendatore Teodoro Monticelli segretario perpetuo della Reale Accademia delle Scienze, letto nella tornata straordinaria del di 16 novembre 1845 da Giuseppe Ceva Grimaldi. Napoli : Tip. parigina di A. Lebon, 1845
- Elogio del cav. Luigi De Medici. Napoli : Stab. Tip. di Gaetano Nobile, 1855

### Versi
- Odi di Giuseppe Ceva Grimaldi. Aquila : nella Tipografia rietilliana, 1816
- Poemetti di Giuseppe Ceva Grimaldi a Raffaele Petra. Napoli : stamp. dentro la Pietà de' Turchini, 1832
- Versi di Giuseppe Ceva Grimaldi a Raffaele Petra. Napoli : Dalla stamperia e cartiera del Fibreno, 1833
- Opere di Giuseppe Ceva Grimaldi. Napoli : dalla Stamperia Reale, 1845
- Gl'inni dell'uffizio della Madonna con l'ave Maria e la salve Regina, versione di Giuseppe Ceva Grimaldi. Napoli: Gaetano Nobile, 1855

## Ministero Ceva Grimaldi di Pietracatella

### Ministri segretari di stato
- Giuseppe Ceva Grimaldi Pisanelli marchese di Pietracatella, Presidente del consiglio dei ministri
- Fulco Ruffo di Calabria, Ministro degli affari esteri[6]
- Nicola Santangelo, ministro dell'Interno
- Francesco Saverio del Carretto, ministro di polizia
- Ferdinando Ferri, ministro delle Finanze (dimessosi nel 1847 sarà sostituito da Giustino Fortunato)
- Nicola Parisio, ministro di grazia e giustizia
- Giuseppe Lanza di Trabia, ministro degli affari ecclesiastici
- Giuseppe Garzia, direttore generale della guerra e marina
- Luigi de Maio, luogotenente generale di Sicilia
- Antonio Spinelli, ministro dell'agricoltura e commercio
- Pietro d'Urso, ministro dei lavori pubblici

### Ministri senza portafoglio
- Giustino Fortunato (dal 1847 ministro delle Finanze)
- Niccola Niccolini
- Antonio Lucchesi Palli Filangeri, principe di Campofranco
- Michele Gravina, principe di Comitini
- Onorato Gaetani, duca di Laurenzana
- il generale Filippo Saluzzo